# Starodubowszczina
Starodubowszczina (ros. Стародубовщина) – wieś (ros. деревня, trb. dieriewnia) w zachodniej Rosji, w osiedlu wiejskim Lubawiczskoje rejonu rudniańskiego w obwodzie smoleńskim.

## Geografia
Miejscowość położona jest w dorzeczu Limny, 8 km od granicy z Białorusią, 8,5 km od najbliższego przystanku kolejowego (481 km), 7,5 km od drogi magistralnej M1 «Białoruś», 6 km od drogi regionalnej 66N-1614 (66N-1608 / Centnierowka – Kazimirowo – Szyłowo), 18 km od drogi federalnej R120 (Orzeł – Briańsk – Smoleńsk – granica z Białorusią), 12,5 km od centrum administracyjnego osiedla wiejskiego (Lubawiczi), 21 km od centrum administracyjnego rejonu (Rudnia), 60,5 km od Smoleńska.

## Demografia
W 2010 r. miejscowości nikt nie zamieszkiwał.

## Historia
W czasie II wojny światowej od lipca 1941 roku wieś była okupowana przez hitlerowców. Wyzwolenie nastąpiło w październiku 1943 roku.
Uchwałą z dnia 20 grudnia 2018 roku w skład jednostki administracyjnej Lubawiczskoje weszły wszystkie miejscowości (w tym Starodubowszczina) zlikwidowanego osiedla wiejskiego Kazimirowskoje.